# Allophylus hylophilus
Allophylus hylophilus är en kinesträdsväxtart som beskrevs av Ernest Friedrich Gilg. Allophylus hylophilus ingår i släktet Allophylus och familjen kinesträdsväxter. Inga underarter finns listade i Catalogue of Life.